# La Barthe-de-Neste
La Barthe-de-Neste – miejscowość i gmina we Francji, w regionie Oksytania, w departamencie Pireneje Wysokie.
Według danych na rok 1990 gminę zamieszkiwało 1086 osób, a gęstość zaludnienia wynosiła 143 osób/km² (wśród 3020 gmin regionu Midi-Pireneje La Barthe-de-Neste plasuje się na 315. miejscu pod względem liczby ludności, natomiast pod względem powierzchni na miejscu 1281.).